# Gigantobilharzia huronensis
Gigantobilharzia huronensis är en plattmaskart. Gigantobilharzia huronensis ingår i släktet Gigantobilharzia och familjen Schistosomatidae. Inga underarter finns listade i Catalogue of Life.